# Audiomachine
Audiomachine (zapis stylizowany: ΔUDIOMΔCHINE, poprzednio audiomachine) – amerykańskie przedsiębiorstwo produkujące muzykę do reklam i projektujące udźwiękowienie do zwiastunów, reklam telewizyjnych i kampanii reklamowych gier komputerowych. Jej siedziba znajduje się w Hollywood w Los Angeles, Kalifornia.

## Dyskografia

### Albumy studyjne
| Rok                         | Dane dot. albumu | Najwyższe pozycje na listach | Najwyższe pozycje na listach |
| Rok                         | Dane dot. albumu | USA Class                    | USA Heat                     |
| --------------------------- | --- | ---------------------------- | ---------------------------- |
| 2012                        | Chronicles - Wydany: 23 marca 2012 - Wytwórnia: Audiomachine - Format: CD, digital download                             | 5                            | –                            |
| 2012                        | Epica - Wydany: 10 lipca 2012 - Wytwórnia: Audiomachine - Format: CD, digital download                                  | 5                            | –                            |
| 2012                        | Helios - Wydany: 4 grudnia 2012 - Wytwórnia: Audiomachine - Format: CD, digital download                                | –                            | –                            |
| 2013                        | Tree of Life - Wydany: 16 lipca 2013 - Wytwórnia: Audiomachine - Format: CD, digital download                           | 2                            | –                            |
| 2013                        | Existence - Wydany: 12 listopada 2013 - Wytwórnia: Audiomachine - Format: CD, digital download                          | –                            | –                            |
| 2014                        | Phenomena - Wydany: 6 maja 2014 - Wytwórnia: Audiomachine - Format: CD, digital download                                | 2                            | 47                           |
| 2015                        | Magnus - Wydany: 23 czerwca 2015 - Wytwórnia: Audiomachine - Format: CD, digital download                               | 2                            | –                            |
| 2015                        | Decimus: The Abbey Road Sessions - Wydany: 8 października 2015 - Wytwórnia: Audiomachine - Format: CD, digital download | 13                           | –                            |
| 2017                        | Worlds of Wonder - Wydany: 14 kwietnia 2017 - Wytwórnia: Audiomachine - Format: Digital download                        | –                            | –                            |
| 2017                        | Life - Wydany: 1 października 2017 - Wytwórnia: Audiomachine - Format: CD, digital download                             | 15                           | –                            |
| 2018                        | Volturnus - Wydany: 6 marca 2018 - Wytwórnia: Audiomachine - Format: Digital download                                   | –                            | –                            |
| 2018                        | La Belle Epoque - Wydany: 11 maja 2018 - Wytwórnia: Audiomachine - Format: Digital download                             | 21                           | –                            |
| 2018                        | Ascendance - Wydany: 24 czerwca 2018 - Wytwórnia: Audiomachine - Format: Digital download                               | 9                            | –                            |
| „–” album nie był notowany. | |                              |                              |

### Albumy remiksowe
| Rok  | Dane dot. albumu                                                                             |
| ---- | -------------------------------------------------------------------------------------------- |
| 2014 | Remixed - Wydany: 11 listopada 2014 - Wytwórnia: Audiomachine - Format: CD, digital download |

### EP
| Rok  | Dane dot. albumu |
| ---- | --- |
| 2013 | Trilogy - Wydany: 4 października 2014 - Wytwórnia: Audiomachine - Format: CD, digital download                                                 |
| 2014 | Champions Will Rise: Epic Music from the 2014 Winter Olympics - Wydany: 4 lutego 2014 - Wytwórnia: Audiomachine - Format: CD, digital download |

### Ścieżki dźwiękowe
| Rok  | Dane dot. albumu |
| ---- | --- |
| 2014 | Call of Duty: Advanced Warfare (& Harry Gregson-Williams) - Wydany: 4 listopada 2014 - Wytwórnia: Activision - Format: Digital download |

### Albumy demonstracyjne
| Tytuł                         |
| ----------------------------- |
| Maelstrom                     |
| Awakenings                    |
| The Ensemble Series: Volume 1 |
| Millennium                    |
| Deus Ex Machina               |
| Terminus                      |
| Platinum Series I             |
| Trailer Acts 2                |
| Leviathan                     |
| Drumscores                    |
| Origins                       |
| The Ensemble Series           |
| Monolith                      |
| Phantasm                      |

### Single
| Rok  | Tytuł             |
| ---- | ----------------- |
| 2013 | „Blood and Stone” |

### Pozostałe utwory
| Rok  | Tytuł                       |
| ---- | --------------------------- |
| 2015 | „Rise of the Black Curtain” |

#### Notowane na listach
| Rok  | Tytuł                   | Najwyższe pozycje na listach | Album      |
| Rok  | Tytuł                   | FRA                          | Album      |
| ---- | ----------------------- | ---------------------------- | ---------- |
| 2012 | „Guardians at the Gate” | 131                          | Chronicles |